# Sonic the Hedgehog 2
Sonic the Hedgehog 2 (ソニック・ザ・ヘッジホッグ2?, Sonikku za Hejjihoggu Tsū) o semplicemente Sonic 2, è un videogioco a piattaforme sviluppato da Sega Technical Institute e pubblicato dalla SEGA per la console Sega Mega Drive il 21 novembre 1992 in Giappone e tre giorni dopo in America e Europa (la data di pubblicazione in America e in Europa, martedì 24 novembre 1992, venne soprannominata da SEGA "Sonic 2sday").
Sequel di Sonic the Hedgehog, ebbe a sua volta un seguito con Sonic the Hedgehog 3 nel 1994. Questo gioco introduce il personaggio principale Miles "Tails" Prower nell'universo di Sonic the Hedgehog. La storia segue Sonic the Hedgehog e Tails nel loro intento di fermare i diabolici piani del Dr. Robotnik e togliere dalle sue grinfie gli Smeraldi del Caos.
Sei mesi dopo la sua pubblicazione, il gioco vendette circa sei milioni di copie e divenne il gioco più venduto del Mega Drive. Il gioco è compatibile con la funzione speciale di unione del gioco Sonic & Knuckles, che consente di combinare le due cassette di gioco per formare una variazione, Knuckles the Echidna in Sonic 2, dove sarà possibile usare Knuckles come personaggio principale (al posto di Sonic e Tails).
Il videogioco è il secondo capitolo principale della saga per data di uscita dopo il titolo Sonic the Hedgehog del 1991.

## Trama
Alla fine del capitolo precedente, la base del malvagio Dr. Robotnik a Scrap Brain fu distrutta, ma lo scienziato riuscì a salvarsi scappando all'ultimo secondo. Robotnik è tornato con nuovi piani per conquistare il mondo ancora una volta. Seguì di nascosto il biplano di Sonic, il Tornado, mentre si dirigeva nella West Side Island per una vacanza. Secondo una leggenda, su quest'isola risiedeva una tribù che aveva abusato del potere dei sette Smeraldi del Caos. Su quest'isola, Sonic incontra una giovane volpe con due code chiamata Miles Prower, meglio conosciuta come "Tails" e i due diventano subito buoni amici.
Nel frattempo, Robotnik inizia a cercare gli Smeraldi del Caos per alimentare la sua nuova nave da guerra, il Death Egg (chiamata Uovo della Morte nell'edizione italiana). Dopo alcuni giorni, Robotnik iniziò il suo attacco in grande scala. Imprigionò tutti gli animali dell'isola e li trasformò in macchine obbedienti e senza pensieri, chiamate Badnik. Fortunatamente, Sonic decide di fermare nuovamente i piani del dottore, aiutato stavolta da Tails. Il loro compito è trovare i sette smeraldi prima che finiscano in mano a Robotnik per poter così diventare Super Sonic e distruggere la sua base spaziale, il Death Egg, finendo per combattere nella base una versione robotica di Sonic, Silver Sonic (antenato di Metal Sonic) e una di Robotnik, il Death Egg Robot. Dopo aver sconfitto i robot il Death Egg si distruggerà e cadrà insieme al dottore in un vulcano di Angel Island, ma Sonic e Tails riusciranno a salvarsi e a salire sul biplano e scappare prima che il Death Egg precipiti.
I patti sono sempre gli stessi: se si raccolgono tutti gli smeraldi il gioco finirà normalmente, ma in caso contrario, dopo i titoli di coda, apparirà Robotnik che gioca con gli smeraldi sotto la scritta" Try Again ".

## Modalità di gioco
Il gameplay di Sonic the Hedgehog 2 è molto simile a quello del suo predecessore. Il giocatore deve finire ogni livello, generalmente muovendosi solo da sinistra verso destra, entro un limite di tempo di dieci minuti. Lungo la via, vanno raccolti i rings e sconfitti i nemici. Alcuni pali speciali luminosi vengono usati come checkpoint, nel caso il giocatore dovesse perdere una vita la sua partita sarà ripresa da quel punto. Se il giocatore raccoglie almeno cinquanta rings, i pali luminosi consentiranno l'accesso a dei livelli bonus chiamati Special Stage, nei quali è possibile ottenere gli Smeraldi del Caos. Alla fine del secondo atto di ogni zona, Sonic e Tails dovranno affrontare il Dr. Robotnik, con la sola eccezione di Metropolis Zone la quale è composta da tre atti.
Anche se le zone sono divenute molto più grandi di quelle del primo Sonic, questa volta consistono in soli due atti invece di tre (con l'eccezione di Metropolis Zone, composta da tre atti, e le tre zone finali che comprendono un solo atto), e c'è una grande enfasi nella varietà dei livelli. Il gameplay è divenuto inoltre molto più veloce. Sonic è in grado di effettuare una nuova mossa chiamata Spin Dash Attack (chiamato Superattacco a scatto nell'edizione italiana) che gli consente di rotolare su sé stesso come una ruota, e di accelerare molto più in fretta. Questa mossa inoltre aiuta il porcospino a scalare le salite ripide.
Gli Special Stage vedono il personaggio di spalle mentre corre lungo a un halfpipe semi-tridimensionale, pieno di rings da raccogliere e bombe da evitare. Un certo numero di rings va raccolto per passare attraverso il livello bonus ed ottenere così lo Smeraldo del Caos. Le bombe fanno perdere un numero prestabilito di rings al personaggio. Se il numero richiesto di anelli non viene raccolto, il livello bonus termina.
Dal menu delle opzioni, il giocatore può scegliere di giocare singolarmente con Sonic, Tails o con entrambi e due i personaggi insieme. Di default, il giocatore controlla Sonic mentre Tails viene mosso automaticamente dalla CPU. In ogni caso, Tails può essere controllato da un secondo giocatore con il rispettivo controller. Se Tails finisce fuori dalla visuale, egli tornerà da Sonic volando.

### Zone
Come il precedente gioco, anche Sonic 2 presenta numerosi livelli di gioco chiamati Zone. Sono in totale 10 più una zona finale e sono suddivise in un numero di atti differente: le prime sette in due atti, l'ottava in 3 e le ultime in un unico atto. Numerose sono anche le zone tagliate via nella versione finale del gioco, come descritto nella sezione precedente di questa stessa pagina.
- Emerald Hill Zone (エメラルドヒルゾーン?, Emerarudo Hiru Zōn, Zona Collina degli Smeraldi nell'edizione italiana): il successo della famosissima Green Hill Zone del precedente titolo ha indotto il Sonic Team a riproporne una versione con una veste grafica aggiornata, ma che allo stesso tempo conservi i caratteri peculiari che hanno reso il livello uno dei più apprezzati dai fan. Anche in questo caso il design della zona presenta paesaggi tropicali molto colorati, vivaci e solari, pieni di palme e piante, acqua e fondali raffiguranti mari aperti. Anche nella scelta dei nemici da sconfiggere si è optato per la riproposizione di alcuni nemici presenti in Green Hill, sempre con un aggiornamento grafico. Oltre ai classici giri della morte, dove il "cerchio" del giro compiuto è perfettamente visibile dal giocatore, ve ne sono di altri dove il giro è perpendicolare allo schermo; sarebbe cioè visibile se la camera visuale fosse posta dietro o davanti a Sonic[28].
- Chemical Plant Zone (ケミカルプラントゾーン?, Kemikaru Puranto Zōn, Zona Impianto Chimico nell'edizione italiana): come si evince dal titolo l'ambientazione è quella di un impianto chimico tecnologico in un luogo urbanizzato e moderno. Il livello ha parti di superficie e parti sott'acqua, nonostante il colore del liquido (tendente al viola) e il nome del livello facciano presupporre che si tratti di un composto chimico differente, o di acqua in cui è stato versato suddetto composto. In ogni caso non si tratta di nulla di particolarmente pericoloso, dato che l'unico danno che ne si può ricevere consiste nella possibilità di affogare per la mancanza di ossigeno. Quando il composto si trova in forma concentrata (o non diluita in acqua), di colore blu intenso, risulta dannoso[29].
- Aquatic Ruin Zone (アクアティックルーインゾーン?, Akuatikku Rūin Zōn, Zona Rovine Acquatiche nell'edizione italiana): questo livello presenta alcune rovine antiche, non riconducibili a uno stile architettonico vero e proprio, ormai invase dalla vegetazione e dall'acqua. Anche questo livello presenta parti in superficie e parti sott'acqua, oltre ad alcuni trabocchetti lasciati dal Dr. Robotnik, come si evince dal suo simbolo. Le rovine sono immerse in una fitta foresta che copre tutto il territorio fino alle montagne all'orizzonte[29].
- Casino Night Zone (カジノナイトゾーン?, Kajino Naito Zōn, Zona Notturna Casinò nell'edizione italiana): si tratta proprio di un enorme casinò completo di flipper e slot machine nei quali Sonic può entrare rimanendo appallottolato. Entrando nelle slot si possono vincere degli anelli aggiuntivi a seconda delle figure che escono, così come si possono perdere tutti gli anelli in proprio possesso se le tre figure rappresentano Robotnik. Saltando quando si è appallottolati sui bracci del flipper si potranno azionare, facendo schizzare Sonic ad altezze considerevoli. Come tutti i livelli di questo genere, Casino Night è pieno di respingenti e oggetti che fanno rimbalzare il giocatore in qualsiasi direzione. L'ambientazione è urbana e notturna, piena di vivaci luci colorate e insegne[30].
- Hill Top Zone (ヒルトップゾーン?, Hiru Toppu Zōn, Zona Montecolle nell'edizione italiana): sulla "cima della collina", addirittura sopra le nuvole (che si vedono sullo sfondo), si possono esplorare ambienti esterni ricchi di fiori e alberi aghifoglie, oppure ci si può addentrare nelle grotte sotterranee, dove la lava e i terremoti costituiscono un pericolo in più. Rimanendo all'esterno, però, si rischia di cadere in alcuni strapiombi presenti lungo il percorso[30].
- Mystic Cave Zone (ミスティックケイブゾーン?, Misutikku Keibu Zōn, Zona Cava Mistica nell'edizione italiana): in questo livello sotterraneo ci si addentra in una cava di estrazione mineraria, ricca di ponti levatoi, corde di arrampicata e di binari per il trasporto di carrelli (nonostante i carrelli stessi non compaiano mai durante lo svolgimento degli atti). La cava è anche disseminata di numerosi spuntoni[31].
- Oil Ocean Zone (オイルオーシャンゾーン?, Oiru Ōshan Zōn, Zona Oceano d'Olio nell'edizione italiana): su questo oceano di petrolio è stata realizzata un'enorme piattaforma petrolifera multilivello, attrezzata con scivoli per far scorrere il greggio, bruciatori dei gas residui (dalla particolare fiamma color verde), congegni per il trasporto a distanza e altri ingegni meccanici. La piattaforma è così estesa che si perde a vista d'occhio all'orizzonte, mentre il sole arroventa il livello (la "percezione" del calore è desumibile dal disegno del sole stesso, che presenta gli stessi effetti ottici tipici degli ambienti molto torridi, come i deserti)[31].
- Metropolis Zone (メトロポリスゾーン?, Metoroporisu Zōn, Zona Metropoli nell'edizione italiana): questo livello è l'unico del gioco diviso in 3 atti. Si tratta di un'enorme fabbrica piena zeppa di macchinari e apparati meccanici, come ingranaggi, bielle, viti e dadi, reti metalliche roteanti, valvole di sfogo, nastri meccanici. In alcuni punti è presente anche della lava o, più presumibilmente, del materiale fuso. Il fondale è interamente coperto da macchinari industriali, con stantuffi, motori e quadri di controllo[32].
- Sky Chase Zone (スカイチェイスゾーン?, Sukai Cheisu Zōn, Zona Caccia Aerea nell'edizione italiana): livello composto da un unico atto, Sky Chase si svolge interamente tra le nuvole. Sonic deve combattere i robot inviati da Robotnik appoggiandosi all'ala superiore del suo biplano, pilotato da Tails, dato che non sono presenti nel livello superfici su cui ci si può appoggiare. Il rischio di cadere nel vuoto (perdendo la vita) è reale solo se si viene sbalzati giù da un nemico. Alla fine del livello non ci sarà un confronto con il malvagio dottore, ma si passerà direttamente a quello successivo. Sky Chase Zone è anche il primo livello dove si vede un collegamento con la zona successiva; in questo caso Tails si avvicina con l'aereo alla fortezza volante di Robotnik e Sonic ci salta sopra aggrappandosi, proprio un attimo prima che sia irraggiungibile dal biplano[32].
- Wing Fortress Zone (ウィングフォートレスゾーン?, Wingu Fōtoresu Zōn, Zona Fortezza Alata nell'edizione italiana): anche questo livello è composto da un unico atto, Wing Fortress è preceduto da Sky Chase. Per arrivare dal dottore, Sonic dovrà attraversare l'intera Fortezza Volante, piena di laser, piattaforme mobili, ecc. all'inizio del livello, quando Sonic è salito sopra alla fortezza, si può intravedere Tails colpito da uno dei raggi della fortezza, ma una volta sconfitto il boss, Tails tornerà con i razzi attaccati al Tornado, facendo in modo che Sonic raggiunga la navetta del dottore. Da qui si può vedere un collegamento alla zona finale[33].
- Death Egg Zone (デスエッグゾーン?, Desu Eggu Zōn): giunti alla base spaziale di Robotnik si può affrontare direttamente il dottore per lo scontro finale, non prima di aver sconfitto l'ultima "sorpresa" di Robotnik, la prima versione robotica di Sonic. Il livello è strutturato in maniera simile alla Final Zone del primo titolo, vale a dire senza nemici tra Sonic e il dottore (a parte Il Sonic meccanico a inizio livello) e senza la possibilità di prendere anelli. La base spaziale ha una forma che trae ispirazione dalla Morte Nera del film Guerre stellari, anche se la sua forma esteriore è visibile solamente nell'iconcina di selezione manuale del livello, raggiungibile solamente attraverso un trucco. Per dare un maggior accento comico e spensierato il Death Egg è disegnato a forma e immagine di Robotnik, con due enormi baffoni che partono da una protuberanza che simboleggia il naso e due oblò che simboleggiano gli occhi del dottore. Per il resto il livello giocabile presenta esclusivamente ambienti interni, e il design del Death Egg verrà sviluppato ulteriormente nei titoli successivi della serie.

### Knuckles the Echidna in Sonic the Hedgehog 2
La cartuccia di Sonic & Knuckles (1994), uscito due anni dopo a Sonic 2, presenta la tecnologia lock-on grazie alla quale il giocatore può collegare i due giochi combinando le due cartucce. Il risultato permette di giocare a Knuckles the Echidna in Sonic the Hedgehog 2 o semplicemente Knuckles in Sonic 2, una variante di Sonic 2, nella quale è possibile controllare Knuckles the Echidna, personaggio introdotto in Sonic the Hedgehog 3 e non giocabile fino all'uscita di Sonic & Knuckles. Il gioco rimane pressoché identico tuttavia l'echidna è in grado di planare e scalare i muri per raggiungere posti altrimenti inaccessibili a Sonic o Tails; di contro però non riesce a saltare molto in alto rendendo così alcune battaglie contro i boss più difficili ed impegnative. Altre differenze riguardano l'assenza delle opzioni nel menu principale, Knuckles può ripartire da un checkpoint dopo aver perso una vita mantenendo intatto il numero di rings raccolti precedentemente, le fasi speciali richiedono un minor numero di rings da raccogliere ed è stata rimossa la modalità multigiocatore.

### Super Sonic
Sonic 2 introduce una trasformazione speciale di Sonic, chiamata Super Sonic dove il riccio diventa di colore biondo luminoso e i suoi aculei si rizzano verso l'alto. Per ottenere questa forma, il giocatore deve collezionare tutti e sette gli Smeraldi del Caos. Dopodiché, per compiere la trasformazione, Sonic deve avere almeno cinquanta rings; a questo punto, il giocatore deve far saltare Sonic per attivare Super Sonic. Virtualmente, Super Sonic è invincibile (ma può essere ucciso dai precipizi, da oggetti che lo schiacciano e dallo scadere del tempo). La sua capacità di salto è incrementata del doppio, così come la sua velocità. Infatti anziché correre, si sposta fluttuando a mezz'aria. Essendo molto più veloce, Super Sonic è anche più difficile da controllare. La permanenza di Sonic nello stato Super è legata alla quantità di rings che si possiede (minimo 50), poiché per ogni secondo che si passa in questo stato, viene scalato un ring da quelli posseduti; una volta esauriti, Sonic torna allo stato normale. È comunque possibile incrementare il numero di rings, e quindi prolungare la permanenza in stato super, continuandone a prenderne altri. Se il giocatore sta usando Tails da solo, anche dopo aver collezionato tutti gli smeraldi non sarà in grado di trasformarsi.

### Mecha Sonic
In questo titolo viene anche introdotto per la prima volta un mini-boss, Mecha Sonic (メカソニック?, Meka Sonikku), conosciuto come Silver Sonic (Sonic d'argento nell'edizione italiana) nelle versioni per Master System e Game Gear. È l'unico presente in Sonic 2 e, al contrario di quanto verrà proposto nei titoli successivi, non si trova alla fine del primo atto, ma subito prima dell'ultimo boss, nella zona finale. Il suo modo di combattere verrà ripreso negli sviluppi successivi del personaggio per Mega Drive.

## Sviluppo
Mentre Sonic the Hedgehog fu creato dal Sonic Team in Giappone, lo sviluppo di Sonic 2 era nelle mani del Sega Technical Institute negli Stati Uniti. In ogni caso, membri esperti della SEGA giapponese come Yūji Naka e Hirokazu Yasuhara (il programmatore del primo gioco) lavorarono affiancati dagli sviluppatori americani.

### Prototipi (Sonic 2 Beta)
Un prototipo del gioco, datato mesi prima del completamento dello stesso, fu scoperto in un sito cinese e fu ampiamente distribuito su Internet. In questo prototipo, conosciuto come Simon Wai Prototype, solo quattro livelli potevano essere giocati normalmente. I restanti (inclusi alcuni livelli incompleti) erano accessibili solamente con il trucco della selezione del livello. Alcuni livelli erano quasi completamente ingiocabili, ma potevano essere esplorati tramite un codice di debug. Il prototipo venne frequentemente esaminato dagli hacker per definire come si evolse lo sviluppo di Sonic the Hedgehog 2. Nel settembre 2005, è stato constatato da un'intervista con il creatore di Sonic, Yūji Naka, che questa versione beta del gioco deriva da una cassetta dimostrativa rubata in una conferenza a New York nel 1992. In Asia e in Brasile, il prototipo del gioco venne inserito in altre cartucce e spacciato per la versione finita del gioco da pirati che avevano rimosso il logo di SEGA dal gioco stesso.
Un altro prototipo molto conosciuto e studiato dagli hacker è quello generalmente chiamato Nick Arcade Prototype. È una versione precedente e meno sviluppata del successivo. In questa versione è presente anche la Green Hill Zone, difficilmente percorribile a causa di vari glitch, ma completa di tutti gli ostacoli, nemici e boss (sono scambiati o sostituiti dai nuovi Badnik, ma sono tutti funzionanti). Se ne deduce che, almeno in un primo momento, Sonic the Hedgehog è la base su cui è stato programmato Sonic 2.
Prima della versione Beta 5, la schermata iniziale di Sonic 2 è differente da quella pubblicata in commercio: dopo il logo SEGA non c'è la breve presentazione animata, ma subito la schermata iniziale, il logo con Sonic e Tails è differente e l'ambientazione dello sfondo non è sul mare con un'isola che scorre dietro, ma su un'isola sopra un prato fiorito che scorre con dietro il mare (preso dalla schermata del titolo di Sonic the Hedgehog).

### Livelli tagliati nella versione finale
Le zone Hidden Palace Zone, Wood Zone e Genocide City Zone sono state eliminate durante la programmazione del gioco. Sono state riscoperte grazie alla pubblicazione su Internet della versione beta detta Simon Wai Prototype (in cui sono presenti le basi delle zone) e dall'uso dei codici Game Genie sulle versioni in commercio (in cui si trovano solo i residui delle programmazioni beta). Mentre le prime due zone sono semi-sviluppate con alcune grafiche e persino alcuni Badnik, della terza non v'è che il titolo dato che entrandovi si vede solo uno schermo grigio e pieno di interferenze.
Teoricamente esisterebbe anche una zona denominata Dust Hill Zone, che però non appare in nessun beta pubblicato.
I livelli tagliati sono elencati qui di seguito:
- Hidden Palace Zone la zona è stata oggetto di speculazioni per moltissimo tempo fino a quando l'hacking non ha fatto luce sul passato misterioso della zona.[46][42] È stata tagliata dallo sviluppo del gioco a partire.[47][48] Nel remake creato nel 2013, questa Zona può essere giocata, ma solo attraverso un passaggio segreto di Mystic Cave oppure dopo aver completato Oil Ocean, completando la Zona Oil Ocean si potrà giocare la Zona Hidden Palace nella modalità Crono.[49][50]
- Wood Zone: una zona a tema di foresta, ideata da Brenda Ross.[47] La prima versione della zona è apparsa nel Simon Wai Prototype, ma aveva solo il primissimo pezzo iniziale, dopo di che si interrompe e si cade giù in fondo con la morte come conseguenza.[42]
- Genocide City/Cyber City Zone: questa zona esiste attualmente nel gioco, ma è stata trasformata nell'atto 3 della Metropolis Zone.[42] Nel Simon Wai Prototype era già il Metropolis Act 3, prima, in una precedente beta, si era pensato di fare una zona di un atto a parte, ma per risparmiare tempo la inglobarono nella Metropolis Zone così il progetto "Cyber City Zone" fu subito abbandonato.[51][52] Un appassionato l'ha fatta rivivere attraverso una ROM hacking chiamata Sonic 2 Long Version.[53] Un altro ancora l'ha fatta di due atti in un'altra hack, Sonic: The Lost Worlds.
- Rock Zone: la zona fu originariamente pensata per essere il passato della Dust Hill Zone ma non fu mai realizzata, rimase solo come ipotesi di ulteriore zona sulla carta. Avrebbe avuto un nemico, Banper, il quale avrebbe avuto dei paraurti sul suo corpo. Da far notare che il nome era solo una definizione, non il proprio nome della zona.
- Winter Zone: la zona doveva essere solo un cambiamento di tavolozza della Dust Hill Zone, con al posto dei cactus degli alberi di Natale.[47][54]
- Dust Hill Zone: una zona desertica, probabilmente la più famosa, che venne scartata poco prima del completamento del gioco.[47][55][42] Nello Slot 03 del gioco si sente una musica che è la stessa di questa Zona. Come tutte le altre zone, questa può essere giocata tramite la debug mode della selezione livello.

### Sonic 2Delta
La versione Sonic 2 Delta non fa parte della programmazione originale di Sonic 2. Si tratta di un Fan-Project fatto da alcuni programmatori che hanno voluto rielaborare le versioni beta completando le Zone semi-programmate ed aggiungendone altre che fanno parte di alcune leggende metropolitane sul gioco, come la desertica "Dust Hill Zone".

### Musiche non usate
In Sonic 2, il giocatore può ascoltare le musiche del gioco dal menu delle opzioni. Una delle tracce musicali del gioco (per esattezza la numero dieci) non appare durante il gioco. Questa traccia è una parte di ciò che rimane del livello Hidden Palace Zone, scoperto nelle prime versioni beta di Sonic 2 e parzialmente sbloccabile tramite codici Game Genie nella versione in commercio.

### Personaggi
Il vero nome di Tails, "Miles Prower", deriva dall'unità di misura inglese della velocità: "Miles per Hour" (Miglia all'ora).
Mecha Sonic, il Sonic robotico di questo gioco non è un vero e proprio personaggio, ma solo un mini-boss paragonabile a qualsiasi altro robot nemico. Il robo verrà sviluppato ulteriormente e apparirà solamente in un altro titolo. Per via delle nuove grafiche che presenterà si può presumere che queste siano solo alcune prime versioni create da Robotnik, che verranno implementate e modificate successivamente.
Il boss finale, il Death Egg Robot (デスエッグロボ?, Desu Eggu Robo) è una delle creazioni più famose del dottor Eggman, tanto da essere apparso in altri media correlati al franchise ed è comunemente considerato uno dei boss più difficili della serie. In Sonic Forces (2017) ha debuttato una versione d'assalto prodotta in massa con un solo occhio, senza i baffoni e completamente grigia; nel doppiaggio italiano del suddetto gioco e di Sonic Frontiers viene chiamato "Robot Death Egg". Nel secondo lungometraggio a tecnica mista ha un aspetto più malvagio e viene costruito da Eggman con il potere del Grande Smeraldo per distruggere tutto a partire da Green Hills; viene distrutto da Super Sonic.

## Accoglienza
Brady Langmann, Dom Nero e Cameron Sherrill di Esquire lo classificarono come il migliore gioco della serie.
Sei mesi dopo la sua pubblicazione, il gioco vendette circa sei milioni di copie e divenne il secondo gioco più venduto del Mega Drive.

## Versioni alternative e conversioni

### 8 bit
Una versione di Sonic the Hedgehog 2 fu sviluppata da Aspect e pubblicata ad ottobre 1992 per le console portatili a 8 bit di SEGA, Master System e Game Gear. Nonostante si basi sul titolo originale omonimo, il gioco mostra delle grandi differenze per il design dei livelli, la trama completamente diversa e l'assenza dell'abilità Spin Dash di Sonic. L'edizione per Master System fu ripubblicata sul servizio Virtual Console di Wii nel novembre 2008 in Giappone e nel mese successivo nel Nord America e in Europa mentre quella per Game Gear approdò sempre tramite Virtual Console ma per Nintendo 3DS il 27 giugno 2013, è un gioco sbloccabile all'interno di Sonic Adventure DX: Director's Cut per GameCube e Windows e disponibile dal principio in Sonic Gems Collection per GameCube e PlayStation 2.

### LCD
Sonic the Hedgehog 2 ha ricevuto una controparte, in gran parte non correlata, per una console portatile LCD di Tiger Electronics, distribuita nel 1992 in Nord America e nel 1993 nel Regno Unito.

### Arcade
Nel corso del 1993 uscì in Giappone ed in Europa un'edizione arcade per i sistemi Sega Mega-Play e Sega Mega-Tech che presentava le medesime caratteristiche tecniche di quella per Mega Drive ma con la presenza di un conto alla rovescia per il tempo di gioco a disposizione. Tuttavia quest'ultimo poteva essere incrementato di tre minuti ogni volta che veniva inserito un gettone. A differenza dell'uscita su Mega-Play di Sonic the Hedgehog, questa è quasi identica all'originale dato che presenta tutti i livelli ed i boss ma non è possibile accedere nelle fasi speciali, non sono presenti vite extra (sostituite da alcuni monitor contenenti 10 rings), sono assenti le opzioni ed il giocatore inizierà la partita sempre controllando Sonic affiancato da Tails, il finale sarà sempre quello in cui appare Super Sonic, ovverosia quello veritiero.

### Telefono cellulare

Logo della versione uscita per cellulari, raffigurante Tails e Sonic

Una versione per telefoni cellulari venne pubblicata il 1º novembre 2006 in Giappone tramite il servizio Sonic Cafe mentre nell'aprile e dicembre 2008 in Europa. Date le limitazioni hardware, il gioco risulta molto più semplificato: gli effetti sonori sono quasi del tutto assenti mentre la musica è rimasta invariata, sono stati aggiunti continua infiniti, una funzione di salvataggio dei progressi, una classifica online che mostra i punteggi più alti ottenuti dai giocatori e la possibilità di selezionare uno dei livelli precedentemente completati. In madre patria uscì anche un'edizione migliorata, le cui medesime caratteristiche sono state inserite nelle due uscite europee, che presentava una diversa schermata del titolo e una modalità attacco al tempo, in cui bisogna terminare le fasi speciali o le battaglie contro i boss nel minor tempo possibile. Al momento dell'uscita in Europa, il gioco venne diviso in due parti dove assumeva rispettivamente i titoli Sonic the Hedgehog 2: Dash! per i primi cinque livelli e Sonic the Hedgehog 2: Crash! per i restanti, quest'ultima in particolare era compatibile con i dati di salvataggio della prima parte e permetteva di usufruire dei rings, delle vite e dei punti salvati in precedenza. Una versione praticamente identica a quella per Mega Drive venne invece pubblicata a fine 2009 per BlackBerry.

### Remake 2013
Un remake per dispositivi mobili fu reso disponibile per iOS, Android e Windows Phone il 12 dicembre 2013. Questa versione fu sviluppata da zero da Christian "Taxman" Whitehead e Simon "Stealth" Thomley utilizzando il motore grafico Retro Engine, sfruttato anche per il rifacimento di Sonic CD del 2011. Quest'edizione presenta vari miglioramenti, come la grafica in widescreen, Knuckles come personaggio giocabile, le modalità attacco al tempo e al boss, il multigiocatore online con dei livelli aggiuntivi e l'inedita area di Hidden Palace Zone completamente giocabile. Inoltre, Tails ha le medesime abilità viste in Sonic the Hedgehog 3 (quindi è in grado di volare e nuotare) ed è stata inserita una scena aggiuntiva nel finale che vede cadere il Death Egg su Angel Island. Questo rifacimento fu ben accolto dalla critica, Shaun Musgrave di TouchArcade lo definì come la "versione definitiva" del gioco. L'edizione per iOS fu aggiornata nel 2016, aggiungendo la compatibilità con Apple TV.

### 3D Sonic the Hedgehog 2
Una versione per Nintendo 3DS del gioco sviluppata da M2, 3D Sonic the Hedgehog 2, fu pubblicata come parte della linea 3D Classics nel 2015. Quest'edizione, a differenza delle riedizioni scaricabili, non è emulata; quindi il codice di gioco è stato riconfigurato per sfruttare il 3D stereoscopico della console con vari miglioramenti, un filtro in stile tubo catodico e la possibilità di iniziare la partita da qualsiasi livello.

### Compilation
Come il suo prequel ed i suoi sequel per Mega Drive, Sonic the Hedgehog 2 è stato convertito per un gran numero di compilation per console casalinghe, portatili e personal computer. La prima in cui ha fatto la sua apparizione è stata Sonic Compilation (1995) per Mega Drive. In seguito è stato incluso in Sonic Jam (1997) per Sega Saturn e Game.com, Sega Smash Pack 2 (2000) per Windows, Sonic Mega Collection (2002) per GameCube, Sonic Mega Collection Plus (2004) per PlayStation 2, Xbox e Windows, Arcade Legends Sega Mega Drive Volume II (2005) per dispositivi plug and play, Sega Mega Drive Collection (2006) per PlayStation 2 e PlayStation Portable, Sega Mega Drive Ultimate Collection (2009) per Xbox 360 e PlayStation 3, Sonic Classic Collection (2010) per Nintendo DS, Sega Mega Drive Classic Collection Gold Edition (2011) per Windows, Sega Mega Drive Classic Collection (2018) per PlayStation 4 e Xbox One, Sonic Origins (2022) per PlayStation 4, PlayStation 5, Xbox One, Xbox Series X, Nintendo Switch e Windows e Sonic Origins Plus (2023) per PlayStation 4, PlayStation 5, Xbox One, Xbox Series X, Nintendo Switch e Windows.. È stato inoltre incluso nel Mega Drive Mini uscito nel 2019.
In Sonic Compilation per Mega Drive furono apportati alcuni piccoli cambiamenti rispetto alla versione originale, questi riguardavano i nemici leggermente più veloci ed il livello Oil Ocean Zone che presentava una modifica legata all'altezza del livello dell'olio che circonda l'intera area.
Un caso particolare fra queste raccolte è quello della versione per Sega Saturn di Sonic Jam, che includeva delle opzioni di "remix" che permettevano la modifica del gioco: scegliendo la modalità "Normal" cambiava la disposizione dei ring e dei vari pericoli, mentre quella "Easy" rimuoveva completamente certi atti dal gioco.
In Sonic Gems Collection (2005) per GameCube e PlayStation 2 è possibile sbloccare nella modalità Museo una demo del gioco che presenta un conto alla rovescia di dieci minuti e che permette di iniziare la partita direttamente dal boss finale, una volta sconfitto quest'ultimo il giocatore potrà continuare la partita fino allo scadere del tempo.

### Distribuzione digitale
Nel corso dei primi anni 2000, Sonic the Hedgehog 2  è stato distribuito per Windows tramite il servizio online a noleggio Sega Game Honpo disponibile esclusivamente in Giappone. Inoltre è stato reso disponibile per tutte e tre le maggiori console di settima generazione. Ha fatto parte del servizio Virtual Console di Wii nel 2007, e successivamente è uscito per Xbox Live nel corso dello stesso anno, su PlaySEGA nel 2008, su Steam e PlayStation Network nel 2011 (in origine doveva uscire sulla piattaforma Sony già nel 2009) dove in quest'ultime due fu aggiunto il supporto ai trofei, alle classifiche e la modalità multigiocatore online. Nell'aprile 2010 è stato reso disponibile per i dispositivi aventi come sistema operativo iOS. Il gioco è stato reso disponibile anche tramite il servizio SEGA Forever per iOS e Android nel novembre 2017. Una conversione per Nintendo Switch è stata annunciata nel 2018 come parte della linea Sega Ages. Quest'ultima, resa disponibile nel 2020, presenta nuove caratteristiche: tra cui la possibilità di utilizzare l'abilità Drop Dash per Sonic proveniente da Sonic Mania, la modalità attacco al tempo, le novità introdotte nella versione per 3DS del gioco e del suo prequel e la possibilità di utilizzare Knuckles come personaggio giocabile.

## Adattamenti
Il film del 2022, Sonic - Il film 2, secondo film dell’omonima serie cinematografica, prende alcuni elementi da questo gioco.